# Stein von Lage Vuursche
Der Stein von Lage Vuursche ist ein auf mehreren Orthostaten ruhender Findling in Lage Vuursche, einem Ortsteil der Gemeinde Baarn in der niederländischen Provinz Utrecht. Möglicherweise handelt es sich um den Überrest einer megalithischen Grabanlage der jungsteinzeitlichen Westgruppe der Trichterbecherkultur. Als solche wird die Anlage in Anlehnung an das durch Albert Egges van Giffen etablierte Nummerierungssystem von Jan Albert Bakker unter der Nummer U1 geführt.

## Lage
Der Stein befindet sich am Nordende des Ortskerns von Lage Vuursche, direkt vor dem Haus Dorpsstraat 2. Sollte es sich tatsächlich um ein Großsteingrab handeln, dann läge es weit abseits der nächsten bekannten Anlagen. In den Niederlanden sind megalithische Grabanlagen sonst nur aus den Provinzen Drenthe, Groningen und Overijssel bekannt. Es wäre damit das südlichste Großsteingrab in den Niederlanden und das westlichste im Verbreitungsgebiet der Trichterbecherkultur.

## Forschungsgeschichte
Im 18. und frühen 19. Jahrhundert wurde der Stein auf mehreren Zeichnungen abgebildet, von denen die ältesten etwa um 1780 entstanden. 1833 wurde er von Jacobus Scheltema erstmals genauer untersucht und beschrieben. Leonhardt Johannes Friedrich Janssen führte 1851 eine Grabung durch, stieß dabei aber nicht auf prähistorische Funde. Weitere archäologische Untersuchungen fanden bislang nicht statt. Albert Egges van Giffen nahm die Anlage in den 1920er Jahren nicht in seinen Atlas der niederländischen Großsteingräber auf. Jan Albert Bakker hält die Einordnung als Großsteingrab hingegen für möglich. Seit 1967 ist die Anlage ein Nationaldenkmal (Rijksmonument).

## Beschreibung
Der Stein hat eine Länge von 2,2 m und eine Breite von 1,6 m. Er ruht auf fünf kleineren Steinen. Janssen fand bei seiner Untersuchung noch sieben weitere Findlinge auf der anderen Straßenseite vor, die ursprünglich vielleicht ebenfalls zu der Anlage gehört hatten. In der dunklen Erde unter dem Stein fand Janssen nur modernen Abfall, darunter Glas, Eisen und Keramikscherben. An der Westseite fand er Spuren von Asche, einige Rollsteine und ein Stück Granit. Es ist nicht ganz klar, ob Janssen hier auf den natürlich anstehenden Boden oder auf ein Kammerpflaster gestoßen war. Bakker merkt außerdem an, dass der Stein von Lage Vuursche nur 1,05 m über das heutige Bodenniveau herausragt, was für die niederländischen Großsteingräber ungewöhnlich niedrig ist.
Bereits Scheltema vermutete, dass der Stein erst um 1650 beim Bau der Dorpsstraat entdeckt wurde. Bakker hält dies für plausibel und vermutet, dass die Anlage ursprünglich überhügelt war. Für die Möglichkeit, dass es sich um einen barocken Zierbau handelt, gibt es keine Hinweise.

## Sage
Laut einer Sage soll Blut aus dem Stein hervorquellen, wenn man mit einer Nadel hineinsticht.